# 芥川氏
芥川氏（あくたがわし）は、日本の氏族の一つ。芥川氏は摂津国芥川宿を拠点とし、室町時代から戦国時代にかけて活動した。芥河氏・摂津芥川氏とも記される。

## 概要
芥川氏の人物で最初に確認できるのは芥川豊後守である。豊後守は摂津守護・細川勝元の下で川辺郡代として活動しており、文正元年（1466年）に多田院へ向けて段銭課賦の免除を伝達している。
豊後守の後継者と見られるのは芥川禅柏（豊後守、中務丞元信？）で、その養子は芥川彦太郎信方である。信方は本来は薬師寺長盛の子であるが、禅柏に実子がいなかったため芥川氏を継承した。細川澄元に与して細川高国と対立したため、永正5年（1508年）5月に堺で殺害されている。なお、禅柏は信方殺害時に阿波国へと逃れようとして溺死している。
天文2年（1533年）には、細川晴元家臣の芥川常清（中務丞、豊後守）が足利義晴から御内書を受け取っている。常清は信方の養子であり、阿波芥川氏の出身であるとされる。
『蜷川親俊日記』天文11年（1542年）6月13日条によれば、常清の子・芥川常信が足利義晴から毛氈鞍覆と白傘袋を賜っている。常信は従来三好長慶に与していたが、天文21年（1552年）4月には晴元方の波多野元秀と通じて長慶と敵対した。翌22年（1553年）8月には芥川山城は落城したため、常信は堺あるいは阿波国へと逃れた。